# Rum (Tyrolsko)
Rum je obec v Rakousku ve spolkové zemi Tyrolsko v okrese Innsbruck-venkov. V obci žije přibližně 9 300 obyvatel.

## Poloha
Obec se nachází na severovýchod od Innsbrucku v podhůří Nordkette, ohraničené na západě Brandjochem a na východě Bettelwurfem. Nejvyšším bodem je Rumer Spitze (2453 m n. m.) a nejnižším je Inn ve výšce 563 m n. m. Původní centrum obce leží v nadmořské výšce 600–700 m na náplavovém kuželu Rum Mur. Tato oblast trpěla častými bahnotoky (mury). Největší mury byly zaznamenány v letech 1729, 1769, 1770, 1788, 1875, 1894 a 1905.
Rozloha obce je 856 ha, z toho 48 % připadá na lesy, 12,3 % je pro zemědělství, 9,3 % tvoří zahrady a pět procent připadá na zástavbu. Z celkové rozlohy je 36,1 % území osídleno.

### Členění obce
Obec se skládá z jedné katastrální obce – stejnojmenné vesnice. Části jsou následující: Hoch-Rum, Rum-Dorf a Neu-Rum.
Jižně od hlavní silnice do Hallu leží čtvrť Neu-Rum s obytnou zástavbou budovanou od sedmdesátých let 20. století, která na západě přímo sousedí s innsbruckou čtvrtí Olympisches Dorf, a rozsáhlou průmyslovou a obchodní zónou (obchodní podniky). Díky tomu je Rum jednou z nejbohatších obcí v Tyrolsku. Čtvrť Hoch-Rum leží nad starým centrem města a kromě obytné čtvrti, která se rozvíjí od roku 1955, se zde nachází soukromá klinika.

### Sousední obce
|           | Innsbruck |        |
| Innsbruck |           | Thaur  |
| Innsbruck |           | Ampass |

## Historie
Původ místního jména Rum (resp. dřívějšího Rumne a alternativního Rumb) nebyl jednoznačně objasněn. Za možnou se považuje souvislost s mury, v němž se Rum nachází. Pravděpodobné vysvětlení by spočívalo v indogermánském slově reup, které znamená roztrhnout nebo utrhnout, tj. v nejširším smyslu pro přívalovou, divoce tekoucí vodu. Další možná řešení se předpokládají v rétorománštině a etruštině.
První známky osídlení v okolí Rumu pocházejí z doby rané antiky; předpokládá se, že terasovité zemědělské plochy byly vytyčeny již v předřímské době. První písemná zmínka o obci jako Rumne pochází z let 1152–1158 listiny (církevního kopiáře) z kláštera Polling. V 13. století jsou doloženy dva schwaighöfy: Garzanhof a Rechenhof. V roce 1313 je obec zmiňována jako samostatná ves. V roce 1337 je zde první zmínka o kostelíku. V letech 1460 až 1480 byl v Rumu postaven nový gotický kostel. Krátce poté je poprvé zmiňována malá zemědělská osada Garneid, jejíž počátky sahají až k latinskému *cornetum (třešňový korbel).
V letech 1611–1612 řádila v Innsbrucku morová epidemie, která však výrazně nezvýšila počet úmrtí. V roce 1765 byl vesnický kostel zbarokizován a v roce 1775 se v Rumu poprvé vyučovalo. Zpočátku se vyučovalo u sedláků, školní budova byla postavena až v roce 1818. V roce 1826 dostal Rum vlastního faráře a v letech 1862–1865 byl kostel opět obnoven a rozšířen.
V důsledku první světové války zemřelo v Rumu 23 lidí a na vesnici dolehly těžké časy. Kolem roku 1920 měl jeden z proutkařů podezření, že se pod farností nachází ložisko uhlí. Vrt 200 m hluboký však žádné uhlí neodhalil, ale pramen vody z artéské studny, který byl vysoký až dvacet metrů, musel být za těžkých okolností opět uzavřen.
Ve druhé světové válce přišlo o život 91 mužů. V roce 1938 byl na západním konci Rumu německým wehrmachtem zřízen vojenský tábor, který se v květnu 1945 dostal do rukou USA a od srpna byl francouzskou okupací využíván jako zajatecký tábor. Tábor, který byl v letech 1953–1955 opět využíván USA, přešel v září 1955 do vlastnictví Rakouska. Po roce 1955 bylo na místě tábora postaveno sídliště a soukromá klinika Křížových sester.
V roce 1940 získal Rum farní vikariát a v roce 1948 se stal samostatnou farností. V letech 1966–1967 byl kostel obnoven do barokní podoby.
V poslední třetině 20. století byly vybudovány protipovodňové a protilavinové bariéry, štěrkové záchytné nádrže a zabezpečil se vodní tok Rumer Bach. V této době se také začalo stavět na pozemcích, které byly dříve neosídlené kvůli nebezpečí sesuvu půdy. Blízkost Innsbrucku podnítila již tak velký nárůst počtu obyvatel, takže vznikla zcela nová čtvrť Neu-Rum, pro kterou bylo třeba vybudovat obdobně nový infrastrukturní systém. V roce 1976 zde byla zřízena samostatná farnost, která se v roce 1988 stala sídlem nově založené místní farnosti. V roce 1987 získal Rum status tržního města.

## Znak
Blason: v modré barvě tři stříbrná břevna prohloubená uprostřed vždy o dva šikmé stupně.
Znak byl obci udělen tyrolskou zemskou vládu 3. října 1972. Stylizované vyobrazení ochranné bariéry ve znaku obce Rum je připomínkou boje s přírodními silami Rum Muru, který probíhá od počátku osídlení.